# 蒋志英
蒋志英（1902年—1941年），字伯清，号志槎，男，浙江诸暨人，中华民国军事人物。
浙東台洲守備指揮官,中央軍校潮州分校第1期畢業,歷任 排、連、營、團長等職。民國29年(1940年)出任浙東治海台洲守備指揮官,駐防海門,其所部均為地方自衛隊、水警隊組成,戰力薄弱,到任後悉心擘劃、調整,士氣大振,官兵均抱誓死與敵周旋到底之決心。民國30年(1941年)4月19日,日軍第5師團挾陸戰隊2000餘人及偽軍一部,分在浙東沿海各要點登陸,蔣指揮官以守土有责,親率少數官兵與衝入海門之敵行白刃戰,終因眾寡不敵,遭敵刺穿胸部, 壯烈殉國,享年39歲。